# 1981.
◄ | 19. stoljeće | 20. stoljeće | 21. stoljeće | ►
◄ | 1950-ih | 1960-ih | 1970-ih | 1980-ih | 1990-ih | 2000-ih | 2010-ih | ►
◄◄ | ◄ | 1978. | 1979. | 1980. | 1981. | 1982. | 1983. | 1984. | ► | ►►
Arhitektura • Astronautika • Astronomija • Biologija • Film • Fotografija • Glazba • Kazalište • Kemija • Kiparstvo • Knjige • Književnost • Kršćanstvo • Meteorologija • Medicina • Planinarstvo • Politika • Pravo • Promet • Slikarstvo • Strip • Šport • Televizija • Znanost • Zrakoplovstvo • Željeznički promet

## Događaji

### Siječanj
- 20. siječnja – Ronald Reagan postao predsjednik SAD-a.

### Ožujak
- 11. ožujka – izbili nemiri u tadašnoj Socijalističkoj Autonomnoj Pokrajini Kosovo. Zahtijevalo se priznanje Kosova kao sedme jugoslavenske republike.
- 26. ožujka – baš kad je Štafeta mladosti stigla u Prištinu, počele su jake demonstracije Albanaca koji su zahtijevali neovisnost. Masa je rastjerivana vojskom i policijom, a ozlijeđene su 32 osobe.
- 30. ožujka – Izveden neuspješni atentat na Ronalda Reagana kada upucan u prsa. Reagan je preživio i vodio SAD idućih osam godina.

### Travanj
- 12. travnja – Prvo lansiranje Space Shuttlea.

### Svibanj
- 13. svibnja – U Rimu pokušaj atentata na papu Ivana Pavla II. prilikom dolaska na trg sv. Petra

### Lipanj
- 5. lipnja – Centar za kontrolu bolesti je registrirao prve slučajeve AIDSa u Los Angelesu
- 7. lipnja – Izraelski zrakoplovi uništili irački nuklearni reaktor
- 24. lipnja – po prvi se put u malom hercegovačkom mjestu Međugorju navodno ukazala Blažena Djevica Marija.

### Srpanj
- 12. srpnja – Pomorska nesreća u Genovi. Netom što je japanski tanker Hakuyoh Maru iskrcao 83.700 tona alžirske sirove nafte, grom je udario u tanker, izazvao brojne eksplozije. Goreće krhotine pale su na obližnje brodove Industrial Property i Antu Baninu. Bilanca: 6 mrtvih i brojni ozlijeđeni.
- 29. srpnja – Diana Spencer se udala za britanskog prijestolonasljednika Charlesa, princa od Walesa.

### Kolovoz
- 1. kolovoza – Utemeljen MTV.
- 4. kolovoza – U Pločama izmjerena najviša temperatura zraka u Hrvatskoj otkad je mjerenja: 42.8 °C. Do danas taj rekord nije nadmašen.[1]
- 15. kolovoza – S prikazivanjem programa započeo EWTN.

### Rujan
- 27. rujna – Pokrenut TGV, superbrzi vlak u Francuskoj.

### Listopad
- 6. listopada – Ubijen egipatski predsjednik Anwar el-Sadat.
- 15. listopada – Osnovana rock grupa Metallica.
- 18. studenog – IBM predstavio IBM PC.

### Prosinac
- 1. prosinca – JAT-ov DC-9 se srušio na Korzici, poginulo 178 ljudi.
- 28. prosinca – rođena je prva američka "beba iz epruvete", u Norfloku (SAD).

## Rođenja

### Siječanj
- 1. siječnja – Mladen Petrić, hrvatski nogometaš
- 2. siječnja – Aleksandar Kozlov, ministar prirodnih resursa i ekologije Ruske Federacije
- 4. siječnja – Andro Bušlje, hrvatski vaterpolist
- 6. siječnja – Jérémie Renier, belgijski glumac
- 15. siječnja – Krisjanis Redlihs, latvijski hokejaški reprezentativac
- 19. siječnja – Jelena Perčin, hrvatska glumica
- 22. siječnja – Borko Perić, hrvatski glumac
- 25. siječnja – Toše Proeski, makedonski pjevač († 2007.)
- 28. siječnja – Marko Babić, hrvatski nogometaš

### Veljača
- 3. veljače – Vedran Ješe, hrvatski nogometaš
- 15. veljače – Olivia, američka pjevačica
- 27. veljače – Josh Groban, američki pjevač

### Ožujak
- 3. ožujka – Krešimir Brkić, hrvatski nogometaš
- 5. ožujka – Trae, američki reper
- 10. ožujka – Samuel Eto'o, kamerunski nogometaš
- 11. ožujka – Anton Yelchin, američki filmski i televizijski glumac ruskog porijekla († 2016.)
- 15. ožujka – Young Buck, američki reper
- 17. ožujka – Kyle Korver, američki košarkaš
- 18. ožujka – Laura Pergolizzi (LP), američka pjevačica i autorica pjesama
- 28. ožujka – Julia Stiles, američka glumica
- 29. ožujka – Aleksej Vasilčenko, kazački hokejaški reprezentativac
- 29. ožujka – Dolores Lambaša, hrvatska filmska, televizijska i kazališna glumica († 2013.)

### Travanj
- 2. travnja – Bethany Joy Galeotti, američka glumica i pjevačica
- 4. travnja – Currensy, američki hip-hoper
- 11. travnja – Alessandra Ambrosio, brazilska manekenka
- 12. travnja – Jurij Borzakovski, ruski atletičar
- 14. travnja – Jacques Houdek, hrvatski pjevač
- 18. travnja – Filip Juričić, hrvatski glumac
- 23. travnja – Seka Aleksić, srpska pjevačica
- 25. travnja – Anja Pärson, švedska alpska skijašica
- 25. travnja – Felipe Massa, brazilski vozač Formule 1
- 28. travnja – Jessica Alba, američka glumica

### Svibanj
- 1. svibnja – Alexandr Hleb, bjeloruski nogometaš
- 13. svibnja – Živko Anočić, hrvatski glumac
- 15. svibnja – Jamie-Lynn Sigler, američka glumica i pjevačica
- 18. svibnja – Mahamadou Diarra, malijski nogometaš
- 20. svibnja – Iker Casillas, španjolski nogometaš
- 21. svibnja – Belladonna, američka pornografska glumica i producentica
- 26. svibnja – Dino Drpić, hrvatski nogometaš
- 31. svibnja – Marlies Schild, austrijska alpska skijašica

### Lipanj
- 4. lipnja – Mila Horvat, hrvatska voditeljica
- 7. lipnja – Ana Kurnjikova, ruska tenisačica
- 7. lipnja – Larisa Oleynik, američka glumica
- 9. lipnja – Natalie Portman, američka glumica izraelskog podrijetla
- 10. lipnja – Amar Bukvić, hrvatski glumac
- 11. lipnja – Georgijs Pujacs, latvijski hokejaški reprezentativac
- 14. lipnja – The-Dream, američki pjevač
- 18. lipnja – Vasilij Vasiljev, bugarski hokejaški reprezentativac
- 20. lipnja – Danny Masseling, nizozemski Hardcore Techno glazbenik i DJ (Angerfist)

### Srpanj
- 14. srpnja – Matti Hautamäki, finski skijaš skakač
- 14. srpnja – Jelena Lolović, srpska alpska skijašica
- 29. srpnja – Fernando Alonso, španjolski vozač Formule 1

### Kolovoz
- 1. kolovoza – Dragan Blatnjak, bosanskohercegovački nogometaš
- 8. kolovoza – Kiril Naumov, makedonski vilionist
- 24. kolovoza – Chad Michael Murray, američki glumac
- 25. kolovoza – Rachel Bilson, američka glumica
- 30. kolovoza – Csilla Barath Bastaić, hrvatska glumica

### Rujan
- 4. rujna – Beyoncé Knowles, američka glumica i pjevačica
- 8. rujna – Žanamari Lalić, hrvatska pjevačica
- 8. rujna – Ivan Vukušić, hrvatski radijski i televizijski voditelj
- 11. rujna – Dario Hrebak, hrvatski političar
- 12. rujna – Marijan Buljat, hrvatski nogometaš
- 12. rujna – Jennifer Hudson, američka glumica i pjevačica
- 14. rujna – Judita Franković, hrvatska glumica
- 16. rujna – Alexis Bledel, američka glumica
- 18. rujna – Steve Hirschi, švicarski hokejaški reprezentativac

### Listopad
- 3. listopada – Zlatan Ibrahimović, švedski nogometaš
- 19. listopada – Heikki Kovalainen, finski vozač Formule 1

### Studeni
- 2. studenog – Ivan Herceg, hrvatski glumac
- 5. studenog – Ksenija Sobčak, ruska tv-voditeljica
- 20. studenog – Carlos Boozer, američki košarkaš
- 27. studenog – Nataša Janjić, hrvatska glumica
- 30. studenog – Darko Juka, hrvatski novinar i književnik

### Prosinac
- 2. prosinca – Britney Spears, američka pop pjevačica
- 2. prosinca – Danijel Pranjić, hrvatski nogometaš
- 7. prosinca – Andy Bara, hrvatski nogometni agent
- 11. prosinca – Sandra Echeverria, meksička glumica i pjevačica
- 24. prosinca – Dima Bilan, ruski pop izvođač i glumac
- 28. prosinca – Sienna Miller, britanska glumica

## Smrti

### Siječanj – ožujak
- 1. siječnja – Oumarou Ganda, nigerski glumac (* 1935.)
- 5. siječnja – Harold Clayton Urey, američki kemičar (* 1893.)
- 10. siječnja – Franko Winter, hrvatski političar (* 1926.)
- 23. siječnja – Samuel Barber, američki skladatelj (* 1910.)
- 9. veljače – Bill Haley, američki glazbenik, skladatelj (* 1925.)
- 23. ožujka – Ljubica Oblak-Strozzi, hrvatska pjevačica (* 1896.)

### Travanj – lipanj
- 23. travnja – Bela Krleža, hrvatska kazališna glumica (* 1896.)
- 7. svibnja – Stjepan Bocak, hrvatski nogometaš (* 1900.)
- 11. svibnja – Bob Marley, reggae glazbenik (* 1945.)
- 18. svibnja – William Saroyan, američki književnik (* 1908.)
- 28. svibnja – Stefan Wyszyński, poljski nadbiskup i kardinal (* 1901.)
- 2. lipnja – Rino Gaetano, talijanski kantautor (* 1950.)
- 23. lipnja – Zarah Leander, švedska glumica i pjevačica (* 1907.)

### Srpanj – rujan
- 27. srpnja – William Wyler, američki redatelj (* 1902.)
- 27. kolovoza – Valerij Harlamov, ruski hokejaš (* 1948.)
- 2. rujna – Andrija Maurović, hrvatski crtač stripova (* 1901.)
- 28. rujna – Ivo Čupar, hrvatski stomatolog, redovni član HAZU (* 1901.)

### Listopad – prosinac
- 5. listopada – Gloria Grahame, američka glumica (* 1923.)
- 6. listopada – Anwar el-Sadat, egipatski državnik (* 1918.)
- 26. listopada – Franjo Mraz, hrvatski naivni slikar (* 1910.)
- 3. studenog – Edvard Kocbek, slovenski književnik (* 1904.)
- 12. studenog – William Holden, američki glumac (* 1918.)
- 22. studenog – Hans Adolf Krebs, njemački liječnik, nobelovac (* 1900.)
- 29. studenog – Natalie Wood, američka glumica (* 1938.)
- 29. prosinca – Miroslav Krleža, hrvatski književnik (* 1893.)
- 31. prosinca – Franjo Šeper, hrvatski kardinal (* 1905.)

## Nobelova nagrada za 1981. godinu
- Fizika: Nicolaas Bloembergen, Arthur L. Schawlow i Kai Manne Siegbahn
- Kemija: Kenichi Fukui i Roald Hoffmann
- Fiziologija i medicina: Roger W. Sperry, David H. Hubel i Torsten N. Wiesel
- Književnost: Elias Canetti
- Mir: UNHCR – Ured visokog povjereništva UN za izbjeglice
- Ekonomija: James Tobin

## Vanjske poveznice
|  | Zajednički poslužitelj ima još gradiva o temi 1981. |